# James Williamson
James A. Williamson (1855, Kirkcaldy, Escòcia - 1933, Richmond upon Thames, Anglaterra) va ser un pioner del cinema britànic, pertanyent a l'anomenada Escola de Brighton, on va desenvolupar el seu cinema juntament amb altres cineastes com George Albert Smith, Alfred Darling o Esme Collins, i va ser una de les màximes figures en el desenvolupament de l'incipient llenguatge narratiu cinematogràfic.
Veí i amic de G. A. Smith, regentava una farmàcia en Hove, on també desenvolupava un negoci fotogràfic. En 1897 comença a rodar les seves primeres pel·lícules cinematogràfiques, que al principi van consistir en noticiaris d'àmbit local. En 1898 va rodar una sèrie de comèdies que van tenir un immediat èxit públic.
Aviat es revelaria com un dels més grans innovadors quant a la introducció de tècniques de narració cinematogràfica. El primer gran assoliment ho va aconseguir amb la pel·lícula Attack on a Chinese Mission Station (1900), on va incloure quatre plànols en els quals desenvolupava la narració i un contracamp que donava als espectadors una perspectiva nova de l'acció.
Foc! (Fire!, 1901) és un altre exemple d'ús del muntatge per aconseguir la intriga del rescat en l'últim instant. Mitjançant plànols alternats dins i fora d'una casa en flames on acudeixen els bombers, Williamson crea aquest sentiment d'intriga dins de l'espectador.

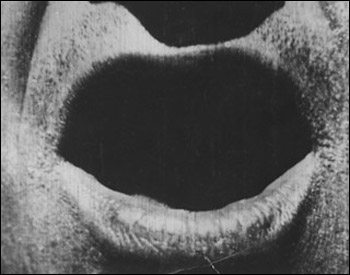
Fotograma del gran mos

En un altre dels seus films, The Big Swallow (1901), un home s'acosta a l'objectiu de la càmera molt enfadat (en un tràveling invers) fins que la seva boca ocupa tot l'enquadrament, en un primeríssim plànol detall, i llavors veiem, amb un salt de muntatge, com la foscor «engoleix» a la càmera. De nou la foscor crea el fos en negre necessari per encadenar de nou amb la boca, que ja mastega i, allunyant-se en el plànol, veiem a l'home somrient i satisfet.
Va continuar amb l'exploració de la persecució en muntatge alternat amb Stop Thief! (1901), en el qual un gos té el paper protagonista, robant la mercaderia que transporta un carnisser i fugint, la qual cosa provoca la conseqüent persecució.

## Filmografia
- The History of a Butterfly: A Romanç of Insect Life (1910)
- 'Arry and 'Arriet's Evening Out (1909)
- The Letter Box Thief (1909)
- Saved by a Dream (1909)
- The Tower of London (1909)
- £100 Reward (1908)
- The Ayah's Revenge (1908)
- A Countryman's Day in Town (1908)
- A Day's Holiday (1908)
- The Great Bargin Surt (1908)
- The Little Mother (1908)
- My Wife's Dog (1908)
- The Professor's Great Discovery (1908)
- The Reconciliation (1908)
- The Rent Collector (1908)
- The Rival Cyclists (1908)
- She Would Be a Suffragette (1908)
- Sunshine After Storm (1908)
- Uncle's Pícnic (1908)
- After the Fancy Dress Ball (1907)
- Bobby's Birthday (1907)
- The Brigand's Daughter (1907)
- Cheating the Sweep (1907)
- Getting Rid of His Dog (1907)
- Just in Time (1907)
- Moving Day (1907)
- The Orange Peel (1907)
- The Orphans (1907)
- Pa Takes Up Physical Culture (1907)
- The Village Firebrigade (1907)
- Why the Wedding Was Put Off (1907)
- The Angler's Dream (1906)
- A Day on His Own (1906)
- Flying the Foam and Some Fancy Diving (1906)
- Her First Cake (1906)
- The Miners Daughter (1906)
- Mrs. Brown Goes Home to Her Mother (1906)
- The Sham Sword Swallower (1906)
- Where There's a Will There's a Way (1906)
- A Wicked Bounder (1906)
- Brown's Half Holiday (1905)
- An Eclipsi of the Moon (1905)
- In the Good Old Times (1905)
- Our New Errand Boy (1905)
- The Polite Lunatic (1905)
- The Prodigal Són; or, Ruined at the Races (1905)
- The Real Sigui Serpents (1905)
- Rival Barbers (1905)
- Sausages (1905)
- Two Little Waifs (1905)
- An Affair of Honour (1904)
- All's Well That Ends Well (1904)
- The Clown's Telegram (1904)
- Gabriel Grub the Surly Sexton (1904)
- The Great Sigui Serpent (1904)
- An Interesting Story (1904)
- Oh! What a Surprise! (1904)
- The Old Chorister (1904)
- The Stowaway (1904)
- The Student and the Housemaid (1904)
- They Forgot the Gamekeeper (1904)
- The Tramp's Revenge (1904)
- Two Brave Little Japs (1904)
- Close Quarters, with a Notion of the Motion of the Ocean (1903)
- The Deserter (1903)
- Wait Till Jack Comes Home (1903)
- The Elixir of Life (1903)
- A Trip to Southend or Blackpool (1903)
- Quarrelsome Neighbours (1903)
- Spring Cleaning (1903)
- Fire (1903)
- The Little Match Seller (1903)
- The Workman's Paradise (1903)
- The Dear Boys Home for the Holidays (1903)
- The Evil-Doer's Sad End (1903)
- Juggins' Motor (1903)
- Ping-Pong (1902)
- The Soldier's Return (1902)
- The Big Swallow (1901)
- Fire! (1901)
- Are You There? (1901)
- Harlequinade: What They Found in the Laundry Basket (1901)
- Over the Garden Wall (1901)
- The Puzzled Bather and His Animated Clothes (1901)
- Stop Thief! (1901)
- Attack on a la Xina Mission (1900)
- Clever and Comic Cycle Act (1900)
- The Disabled Motor (1900)
- Great Glove Fight (1900)
- Bank Holiday at the Dyke (1899)
- Blacksmiths at Work (1899)
- The Jovial Monks No.1 (1899)
- The Jovial Monks No. 2: Tit for Tat (1899)
- Lady Cyclists (1899)
- The Sleeping Lovers (1899)
- Come Along Do! (1898)
- Courtship Under Difficulties (1898)
- The Forbidden Lover (1898)
- The Fraudulent Beggar (1898)
- The Jealous Painter (1898)
- Norah Mayer the Quick-Change Dancer (1898)
- Sloper's Visit to Brighton (1898)
- Two Naughty Boys Sprinkling the Spoons (1898)
- Two Naughty Boys Teasing the Cobbler (1898)
- Two Naughty Boys Upsetting the Spoons (1898)
- Washing the Sweep (1898)
- Winning the Gloves (1898)
- The Clown Barber (1895)